# NGC 2852
NGC 2852 (również PGC 26571 lub UGC 4986) – galaktyka soczewkowata (SA0), znajdująca się w gwiazdozbiorze Rysia. Odkrył ją William Herschel 18 marca 1787 roku.